# Andreas Radics
Andreas Radics (* 30. April 2001 in Oberwart) ist ein österreichischer Fußballspieler.

## Karriere
Radics begann seine Karriere beim ASK Markt Neuhodis. Im Dezember 2011 wechselte er zum TSV Hartberg. Im Jänner 2017 wechselte er in die AKA Burgenland. Bereits nach einem Halbjahr verließ er die Akademie aber wieder und schloss sich zur Saison 2017/18 dem sechstklassigen SVH Waldbach an. Für die Steirer kam er in der Saison 2017/18 zu 24 Einsätzen in der Unterliga, mit dem Team stieg er zu Saisonende in die Oberliga auf. In der fünfthöchsten Spielklasse kam er in der Saison 2018/19 zu 23 Einsätzen für Waldbach.
Zur Saison 2019/20 wechselte Radics ins Burgenland zur viertklassigen SV Oberwart. In der COVID-bedingt abgebrochenen Spielzeit 2019/20 lief er 15 Mal für die Oberwarter in der Burgenlandliga auf. In der ebenfalls abgebrochenen Saison 2020/21 kam er zu acht Einsätzen. In der Saison 2021/22 absolvierte der Flügelspieler 27 Partien, in denen er zwölf Tore erzielte. In der Saison 2022/23 kam er auf 22 Tore und verpasste keines der 30 Saisonspiele. Damit war er der viertbeste Torschütze der Liga, mit Oberwart stieg er zu Saisonende in die Regionalliga Ost auf.
Den Aufstieg machte Radics aber nicht mit, er wechselte zur Saison 2023/24 zum Zweitligisten SV Lafnitz. Sein Debüt in der 2. Liga gab er im August 2023, als er am dritten Spieltag jener Saison gegen den FC Dornbirn 1913 in der 65. Minute für André Leipold eingewechselt wurde. Für Lafnitz absolvierte er 44 Partien in der 2. Liga, aus der er mit dem Team 2025 aber abstieg.
Zur Saison 2025/26 wechselte er daraufhin zum Zweitligisten FC Hertha Wels, bei dem er einen bis 2027 laufenden Vertrag erhielt.